# 巴克赫伊斯山
巴克赫伊斯山（荷蘭語：Bakhuisgebergte）是南美洲國家蘇里南中部一條長110公里的山脈，她是威廉明娜山脈北面的延續。巴克赫伊斯山是以荷蘭探險家及荷蘭東印度皇家部隊（荷蘭語：Koninklijk Nederlandsch-Indisch Leger）軍官Louis August Bakhuis命名。
巴克赫伊斯山礦藏有豐富的鋁土礦，以及鎳和銅。蘇里南西部計劃就是以在巴克赫伊斯山開採鋁土礦為核心的一個經濟發展計劃。1974年，人們在巴克赫伊斯山脈發現一種新的礦物質硅鎂鋁石（(Mg, Fe2+)3Al4BeSi3O16）。 
4°21′N 56°45′W / 4.350°N 56.750°W